# Palacio de la Reina de Saba
El Palacio de la Reina de Saba es un palacio en ruinas en el sitio arqueológico de Khor Rori (ruinas de la antigua ciudad de Sumharam), cerca de Salalah, en lo que es hoy el sultanato de Omán. Fue excavado por primera vez en 1952 por el arqueólogo estadounidense Wendell Phillips.